# Lug Orehovički
Lug Orehovički is een plaats in de gemeente Bedekovčina in de Kroatische provincie Krapina-Zagorje. De plaats telt 211 inwoners (2001).